# نیروی اهریمن
نیروی اهریمن (به انگلیسی: Force of Evil) فیلمی ۷۸ دقیقه‌ای به کارگردانی آبراهام پولانسکی محصول کشور ایالات متحده آمریکا است.